# Der Eigene

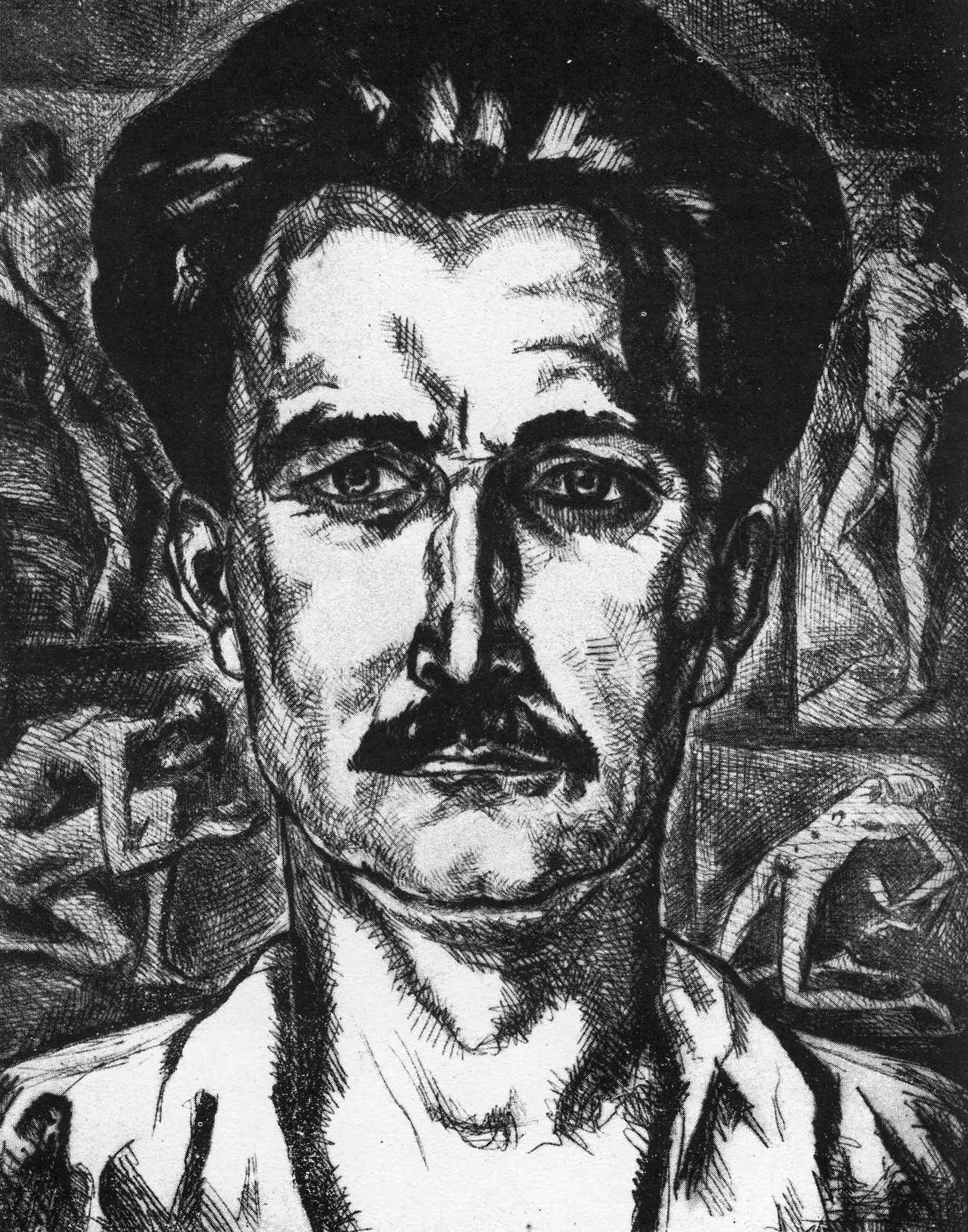
Adolf Brand en un gravat de 1924

Der Eigene va ser la primera revista gai del món, publicada des de 1896 fins a 1932 per Adolf Brand a Berlín. Brand va contribuir-hi amb molts poemes i articles; entre altres col·laboradors, destaquen Benedict Friedlaender, Hanns Heinz Ewers, Erich Mühsam, Kurt Hiller, Ernst Burchard, John Henry Mackay, Theodor Lessing, Klaus Mann i Thomas Mann, així com els artistes Wilhelm von Gloeden, Fidus i Sascha Schneider. La revista pot haver tingut una mitjana d'uns 1500 subscriptors per cada número durant la seva trajectòria, però els números exactes són incerts.

## Història
El títol de la revista, Der Eigene, es refereix al clàssic anarquista Der Einzige und sein Eigentum (1844) de Max Stirner. Els primers números reflecteixen la filosofia de Stirner, així com altres punts de vista sobre la política de l'anarquisme. En la dècada de 1920 la revista va passar a donar suport a la democràcia liberal de la República de Weimar i més concretament el Partit Socialdemòcrata. Der Eigene combinava material cultural, artístic i polític, amb poesia lírica, prosa, manifests polítics i fotografies de nus.
L'editor de Der Eigene va haver de lluitar contra la censura alemanya. Per exemple, el 1903 el poema "Die Freundschaft" va provocar una demanda contra la revista. La revista va guanyar perquè el poema va ser escrit per Friedrich von Schiller.
El 1933, quan Adolf Hitler va arribar al poder, la casa d'Adolf Brand va ser registrada. Li van prendre tots els materials necessaris per produir la revista i els van donar a Ernst Röhm.

## Galeria

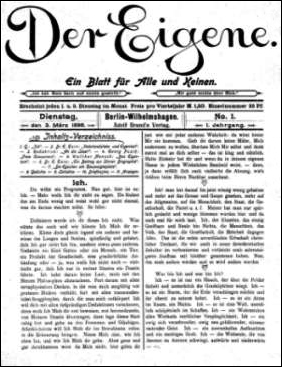
Der Eigene, vol. 1 (1896), núm. 1 - deu números amb aquest format - en aquest volum no ha haver-hi contingut gai
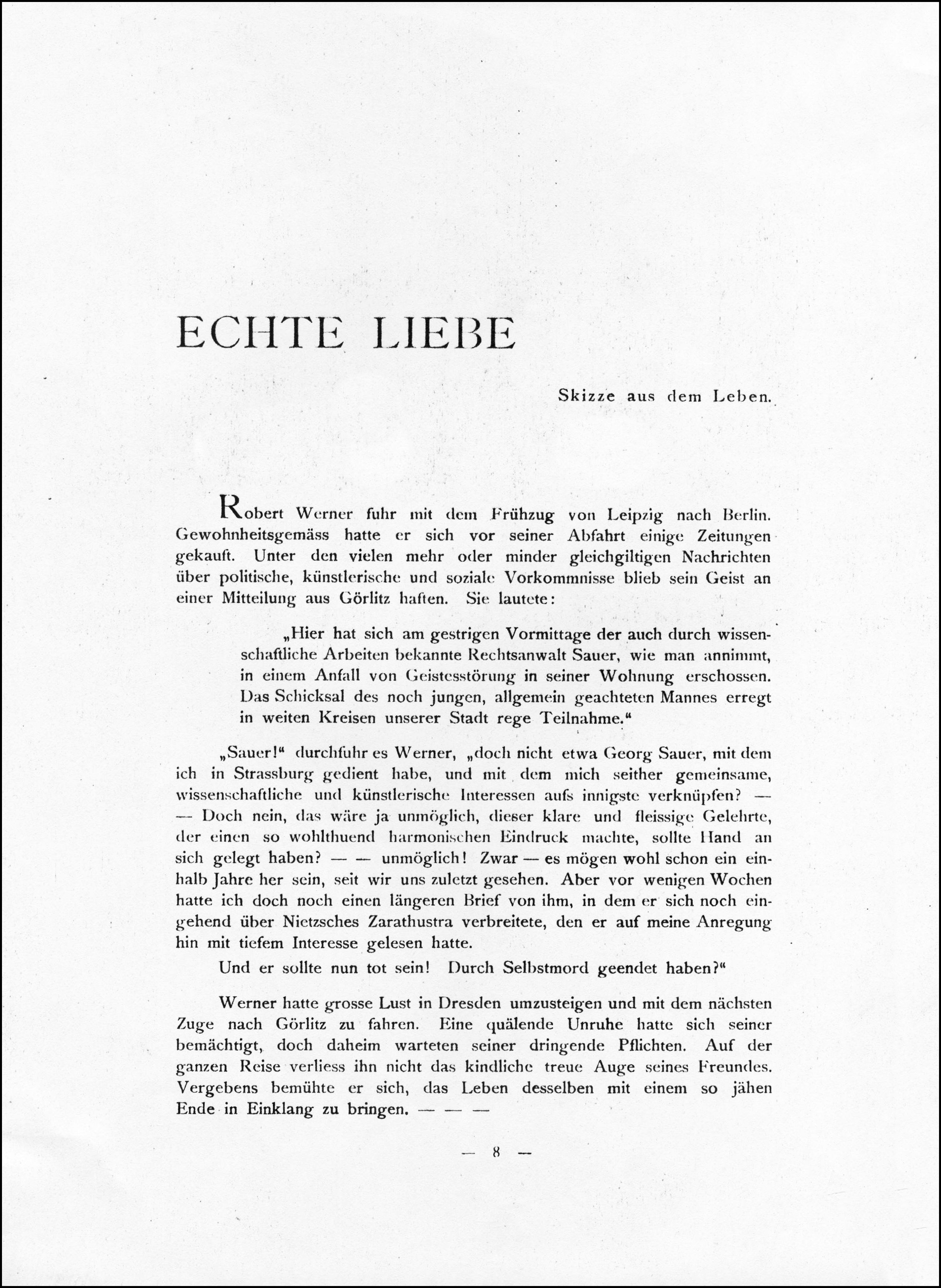
Der Eigene, vol. 2 (1898), núm. 1 - dos números amb aquest format - la portada d'un conte de temàtica gai, el primer text gai de la revisat
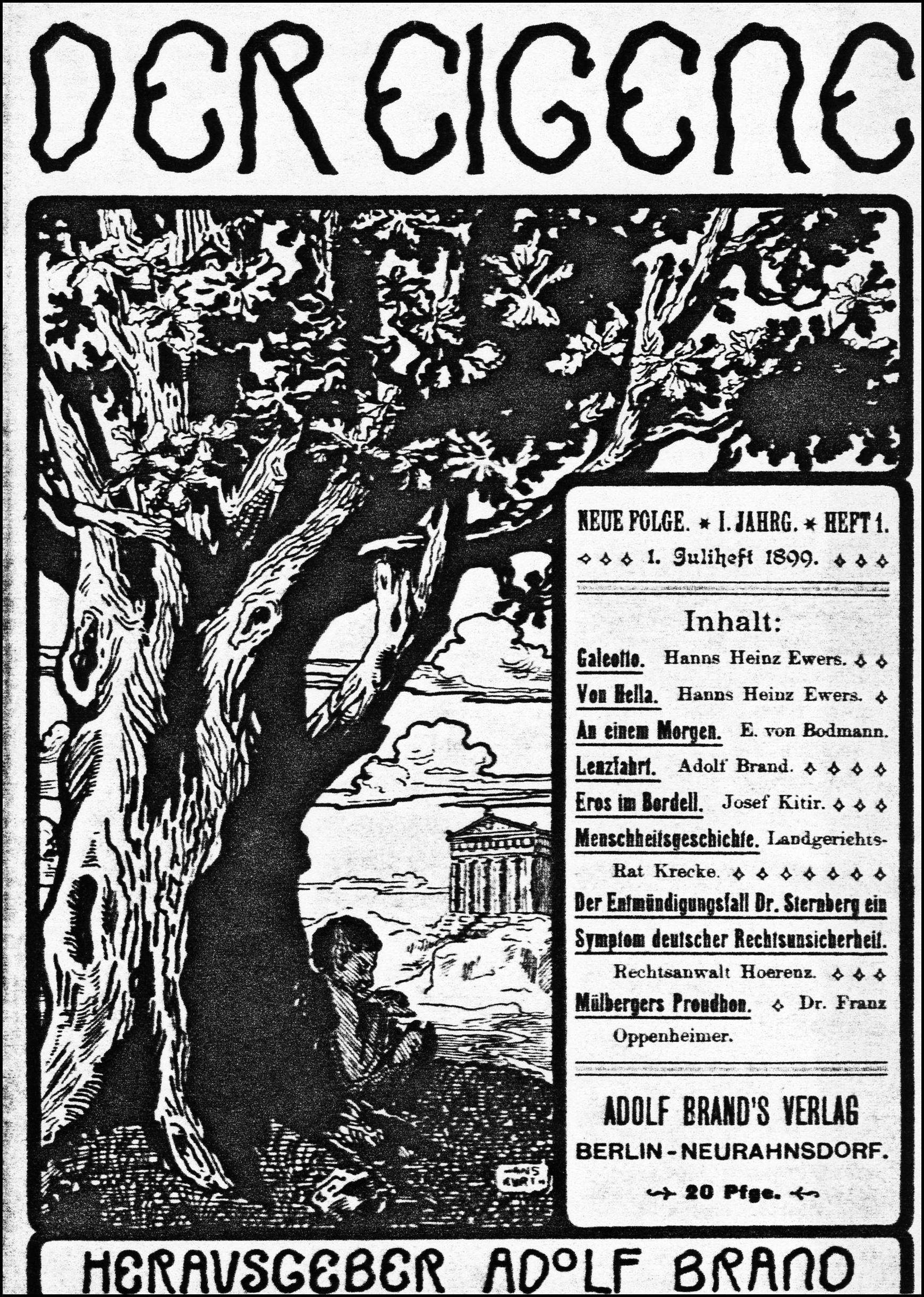
Der Eigene, "New Series" vol. 1 (= vol. 3, el primer volum plenament gai) (1898), núm. 1 - deu números amb aquest format
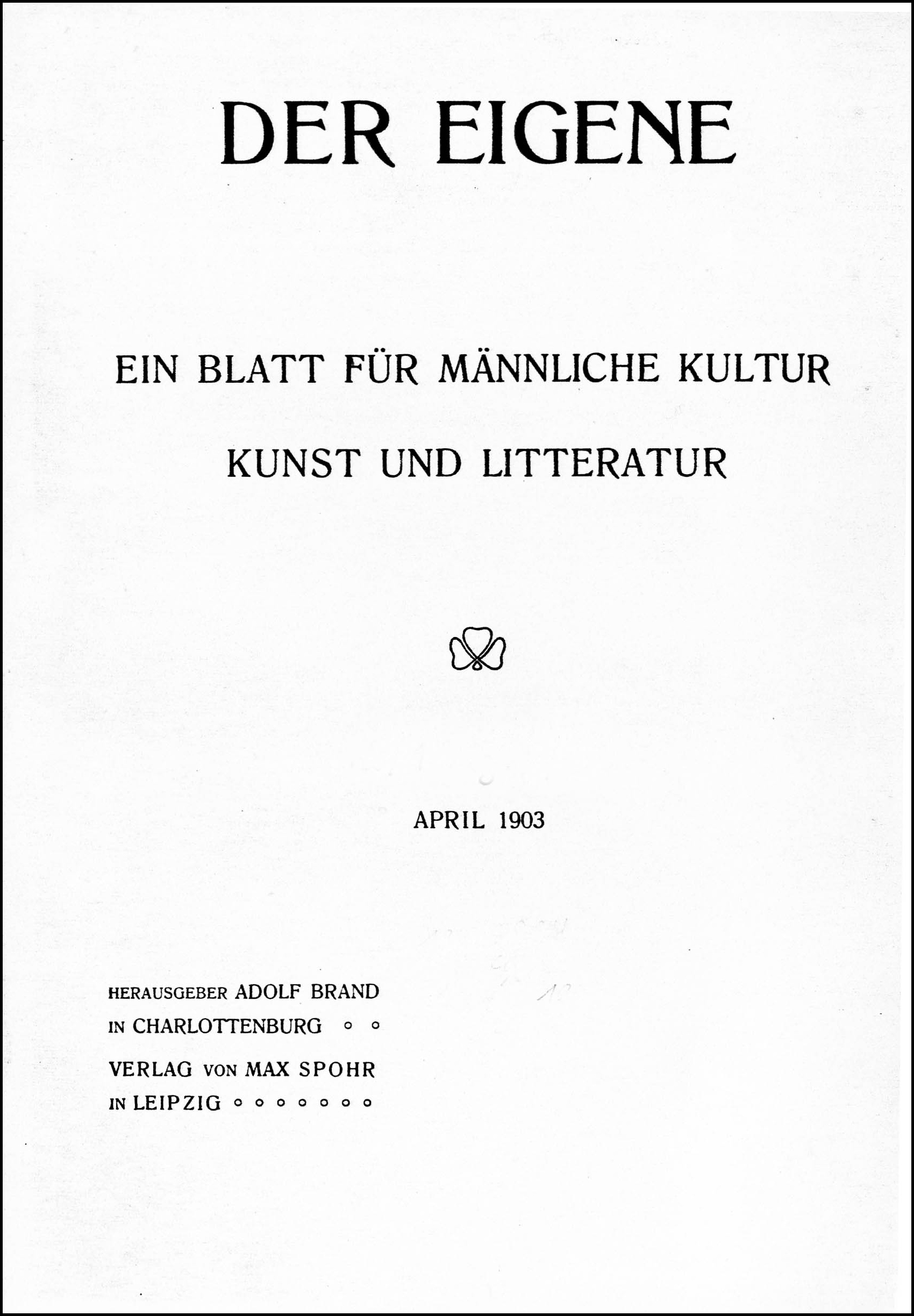
Der Eigene, vol. 4 (o "New Series" vol. 2) (1903), núm. 1 - sis números amb aquest format
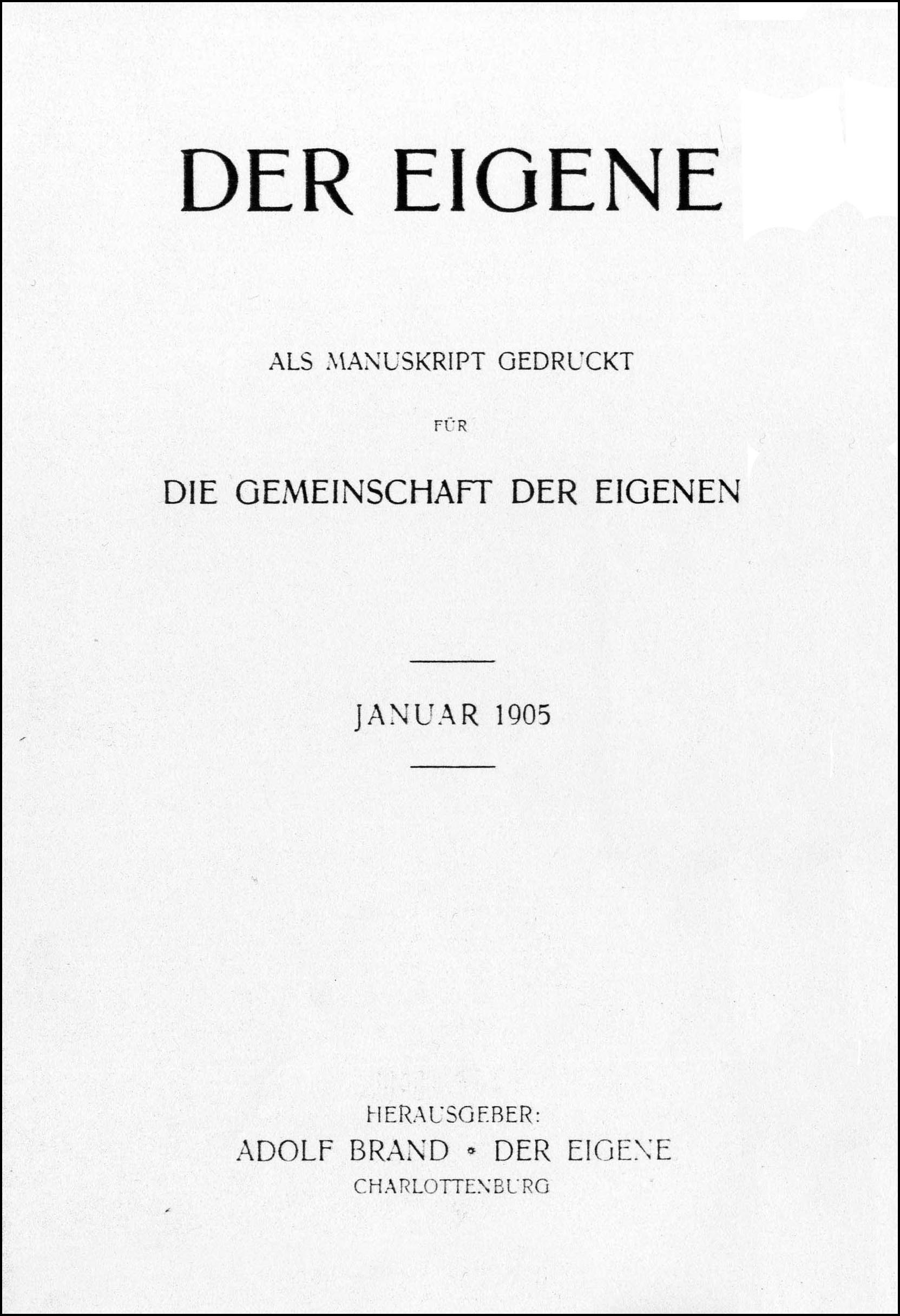
Der Eigene, vol. 5 (o "New Series" vol. 3) (1905), núm. 1 - sis números amb aquest format
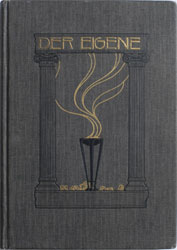
Der Eigene, vol. 6 (1906) - l'únic número de tapa dura, un número anual
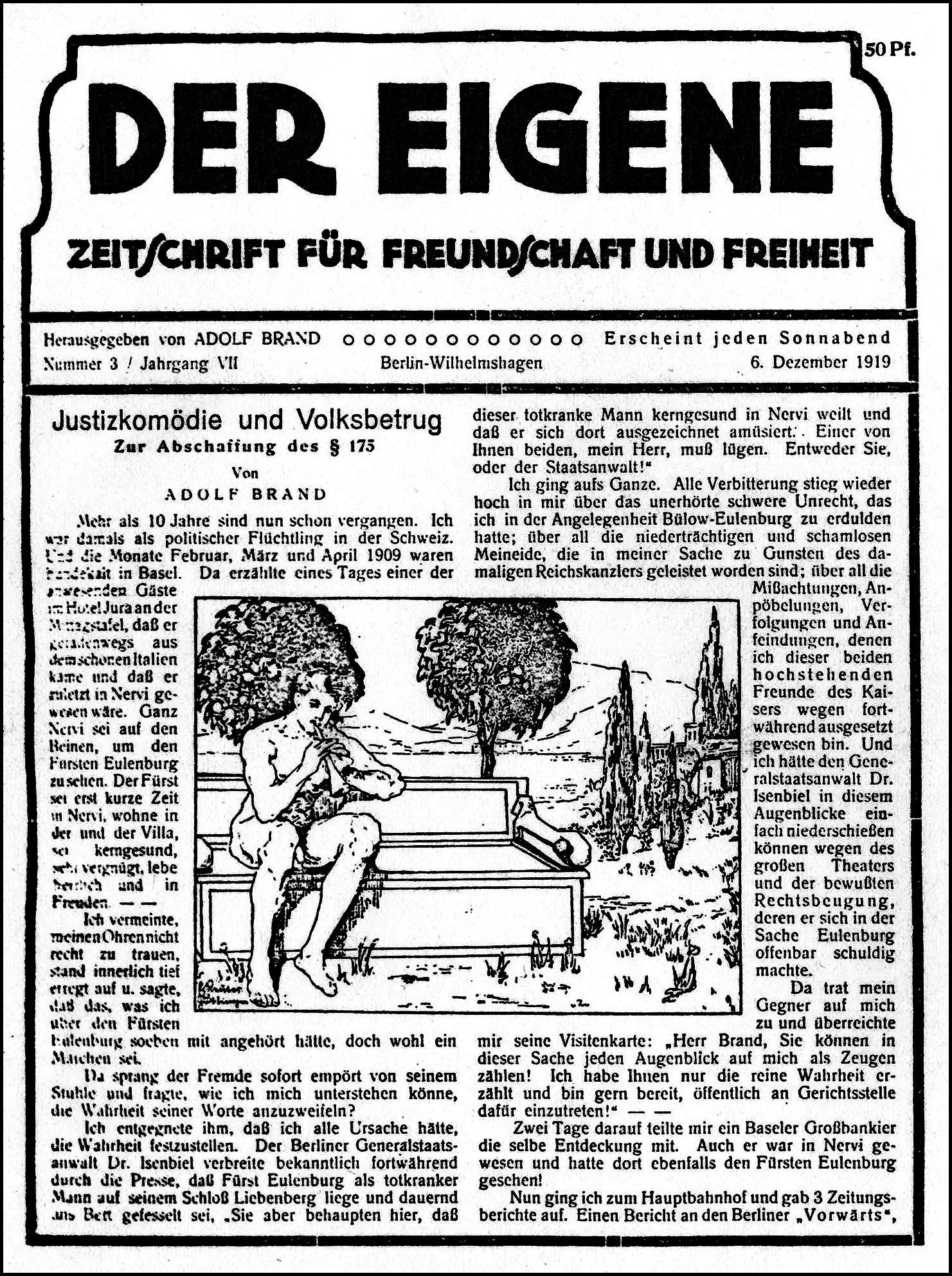
Der Eigene, vol. 7 (1919-20), núm. 3 - onze números amb aquest format
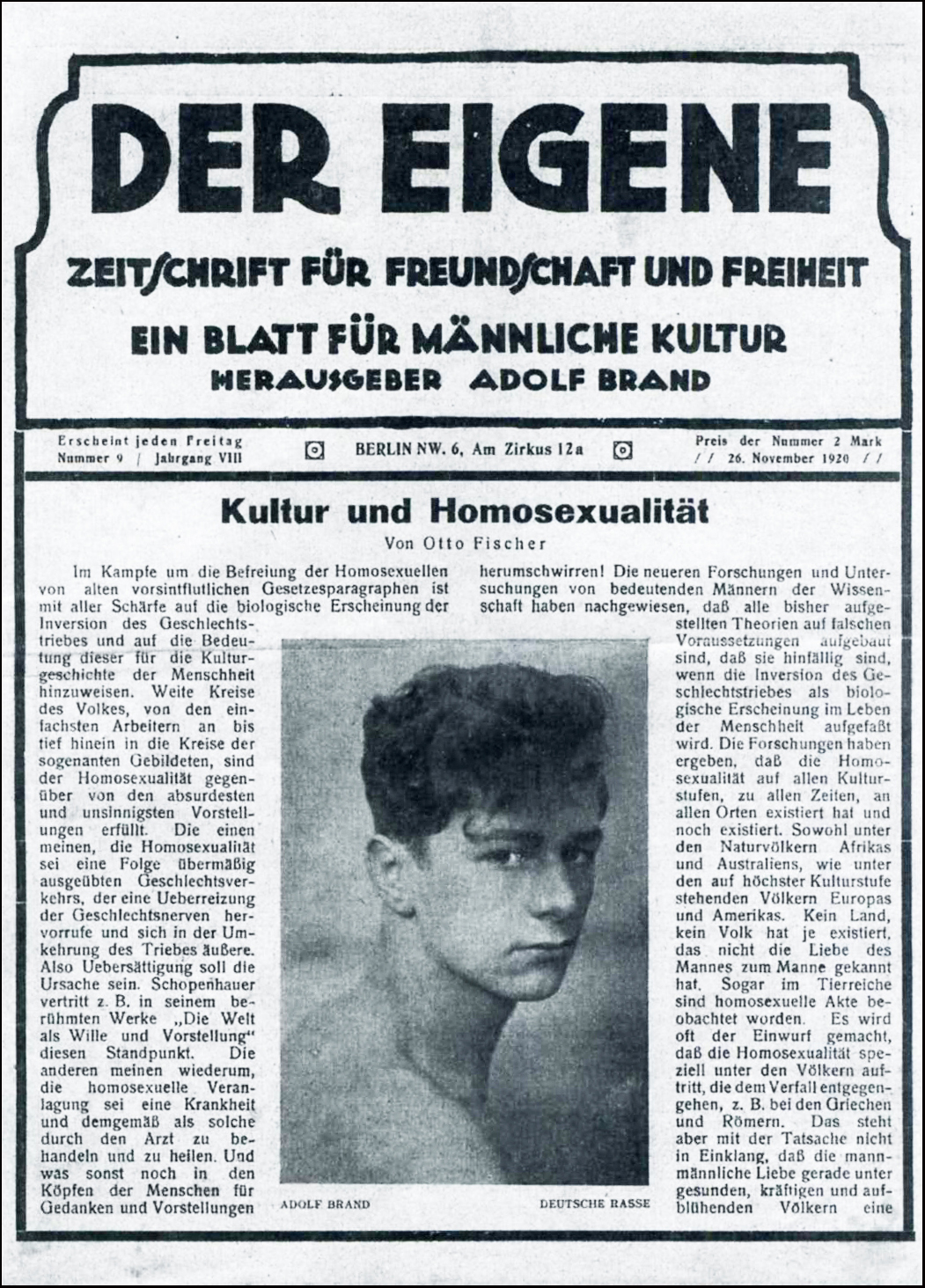
Der Eigene, vol. 8 (1920), núm. 9 - catorze números amb aquest format
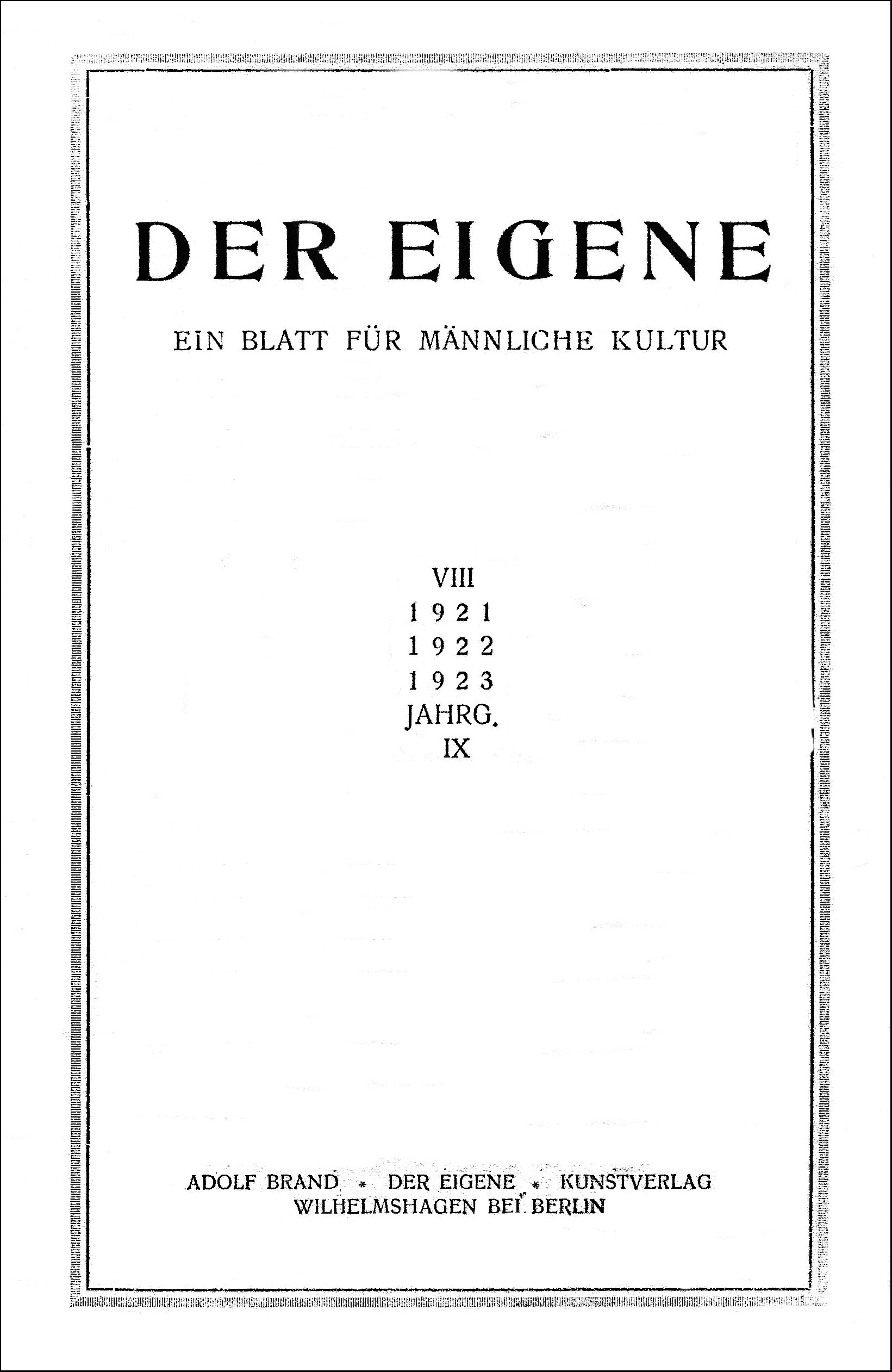
Der Eigene, vol. 9 (1921-22-23), núm. 3 - set números amb aquest format
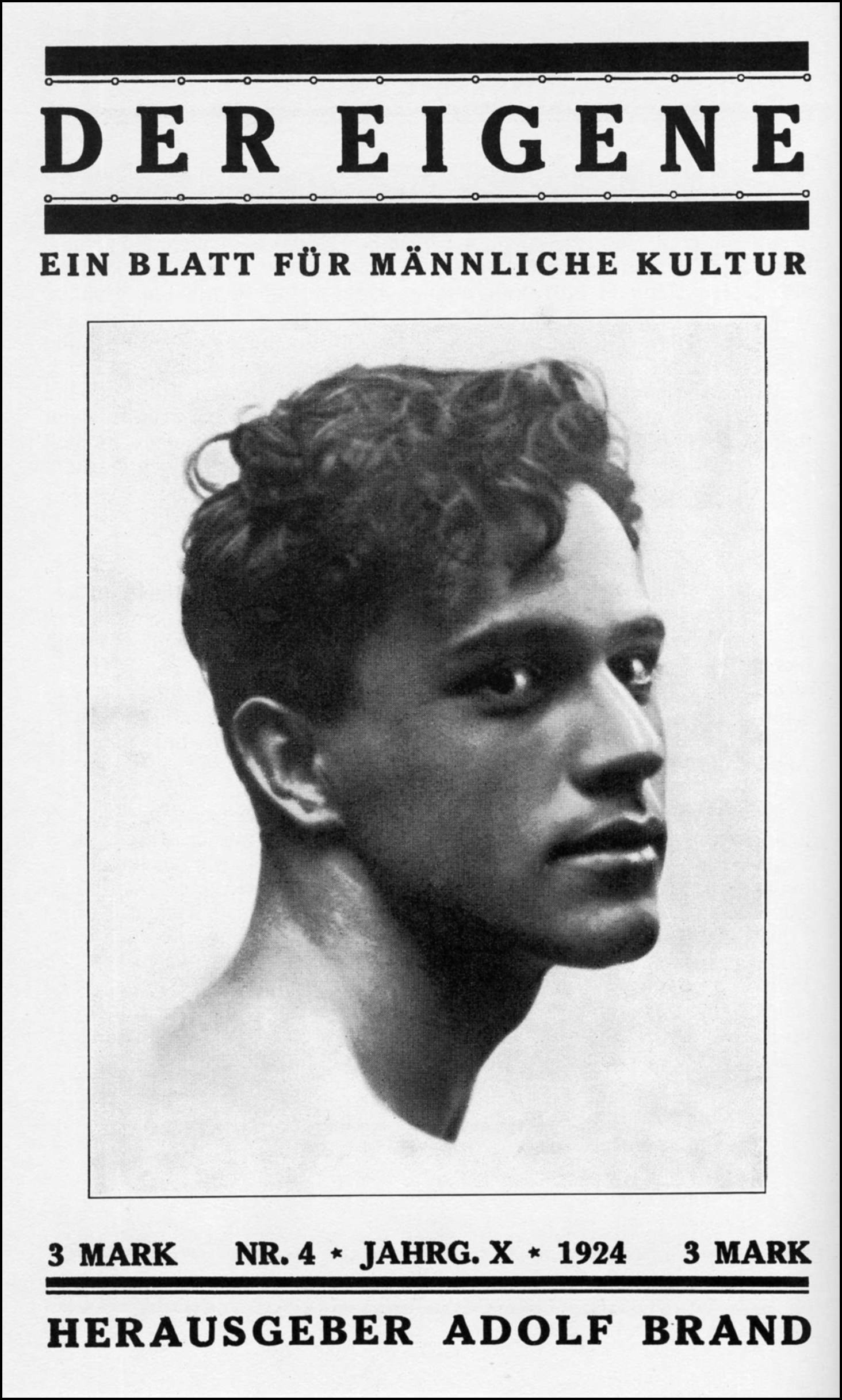
Der Eigene, vol. 10 (1924-25}, núm. 4 - dotze números amb aquest format
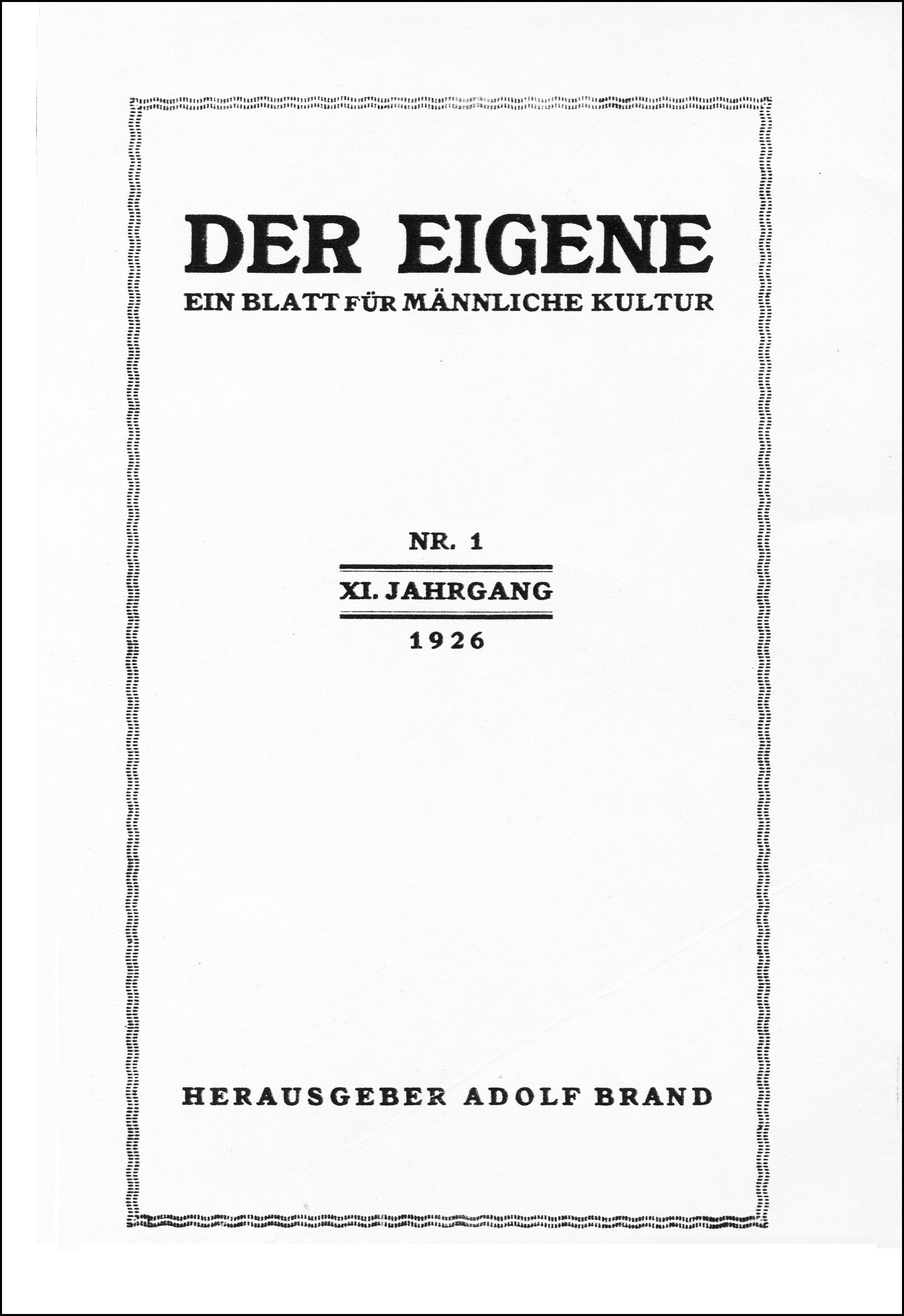
Der Eigene, vol. 11 (1926), núm. 1 - deu números amb aquest format
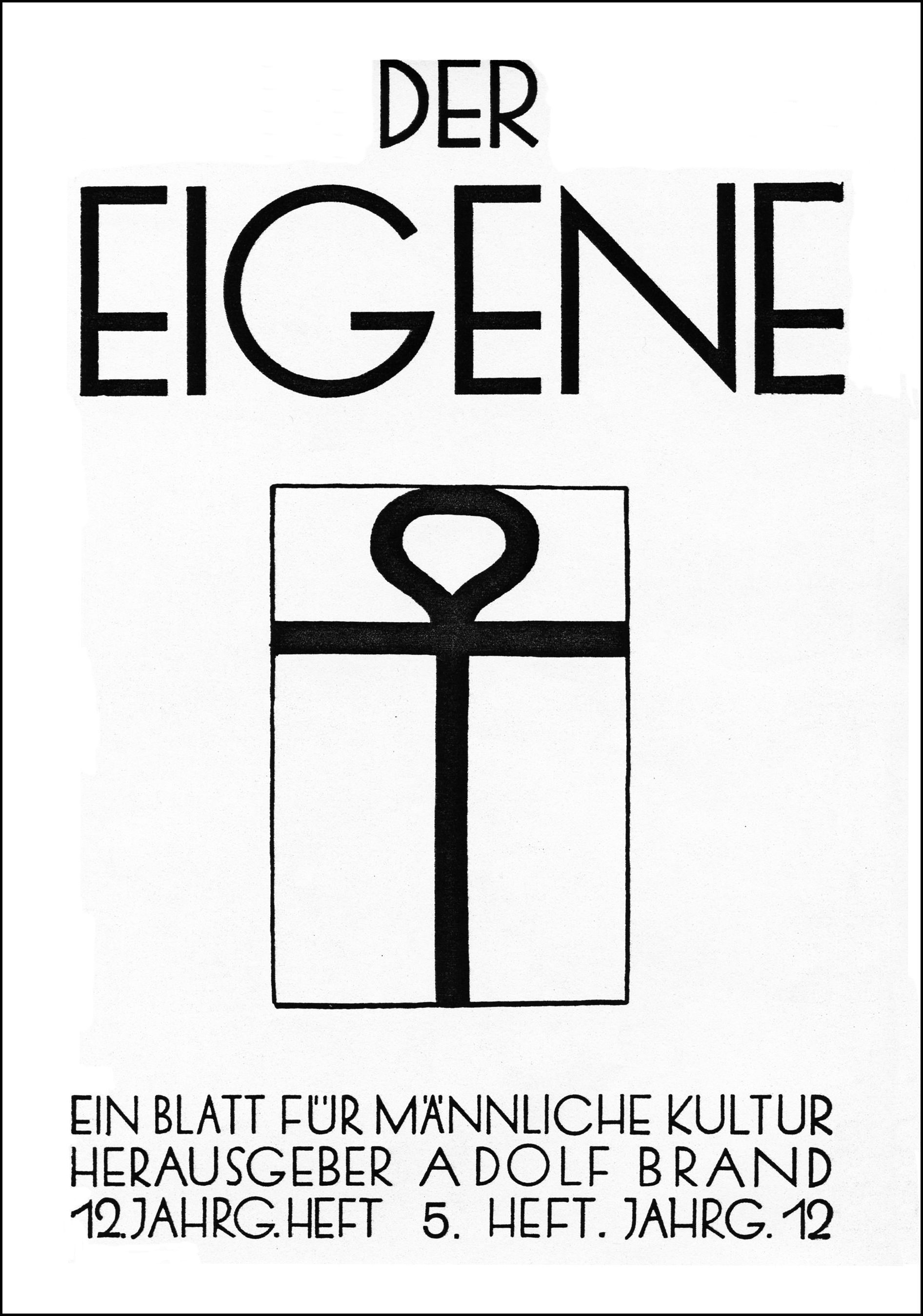
Der Eigene, vol. 12 (1929), núm. 5 - cinc números amb aquest format
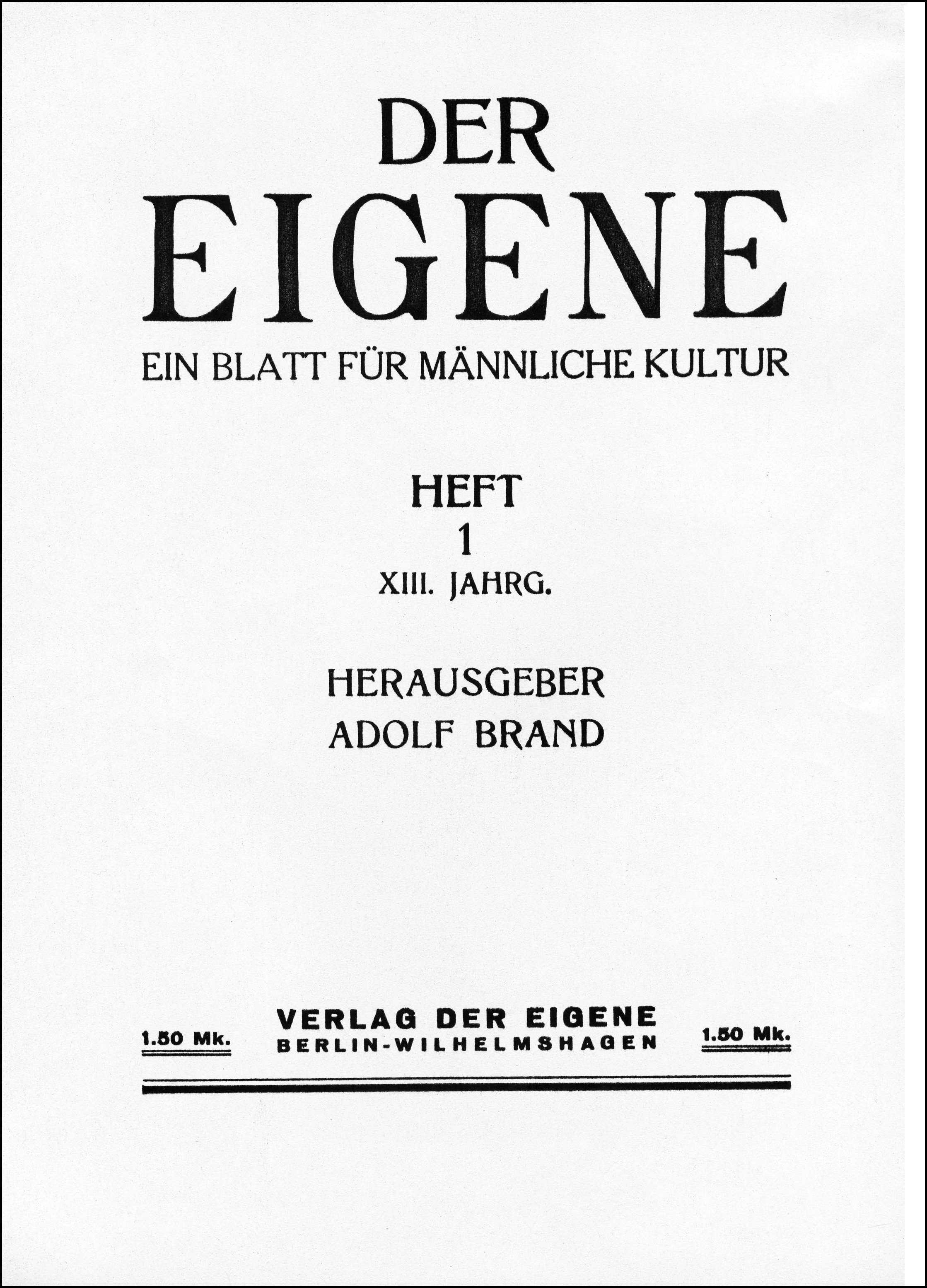
Der Eigene, vol. 13 (1930-32), núm. 1 - nou números amb aquest format